# 施文迪布呂梅山
46°44′49″N 7°42′40″E / 46.74694°N 7.71111°E
施文迪布呂梅山（Schwändiblueme），是瑞士的山峰，位於該國中西部，由伯恩州負責管轄，屬於埃默河谷山的一部分，海拔高度1,396米，俯瞰圖恩湖，該山設有瞭望塔。